# Nosferattus ciliatus
Nosferattus ciliatus là một loài nhện trong họ Salticidae.
Loài này thuộc chi Nosferattus. Nosferattus ciliatus được Hipólito Ruiz López & Antonio D. Brescovit miêu tả năm 2005.